# Bungsberg

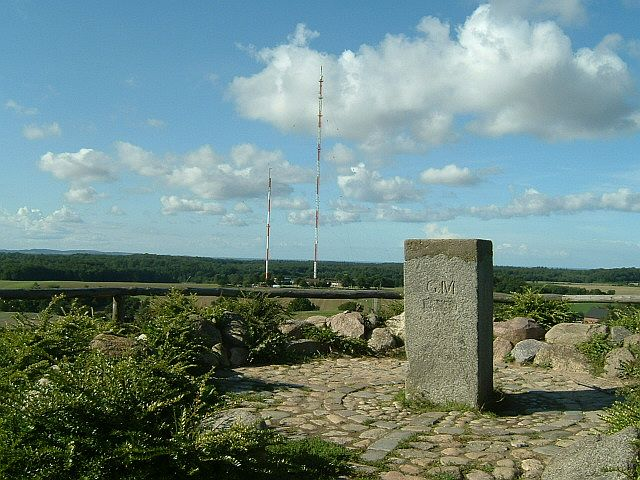
Gipfelstein und Masten des Senders Bungsberg (2006)

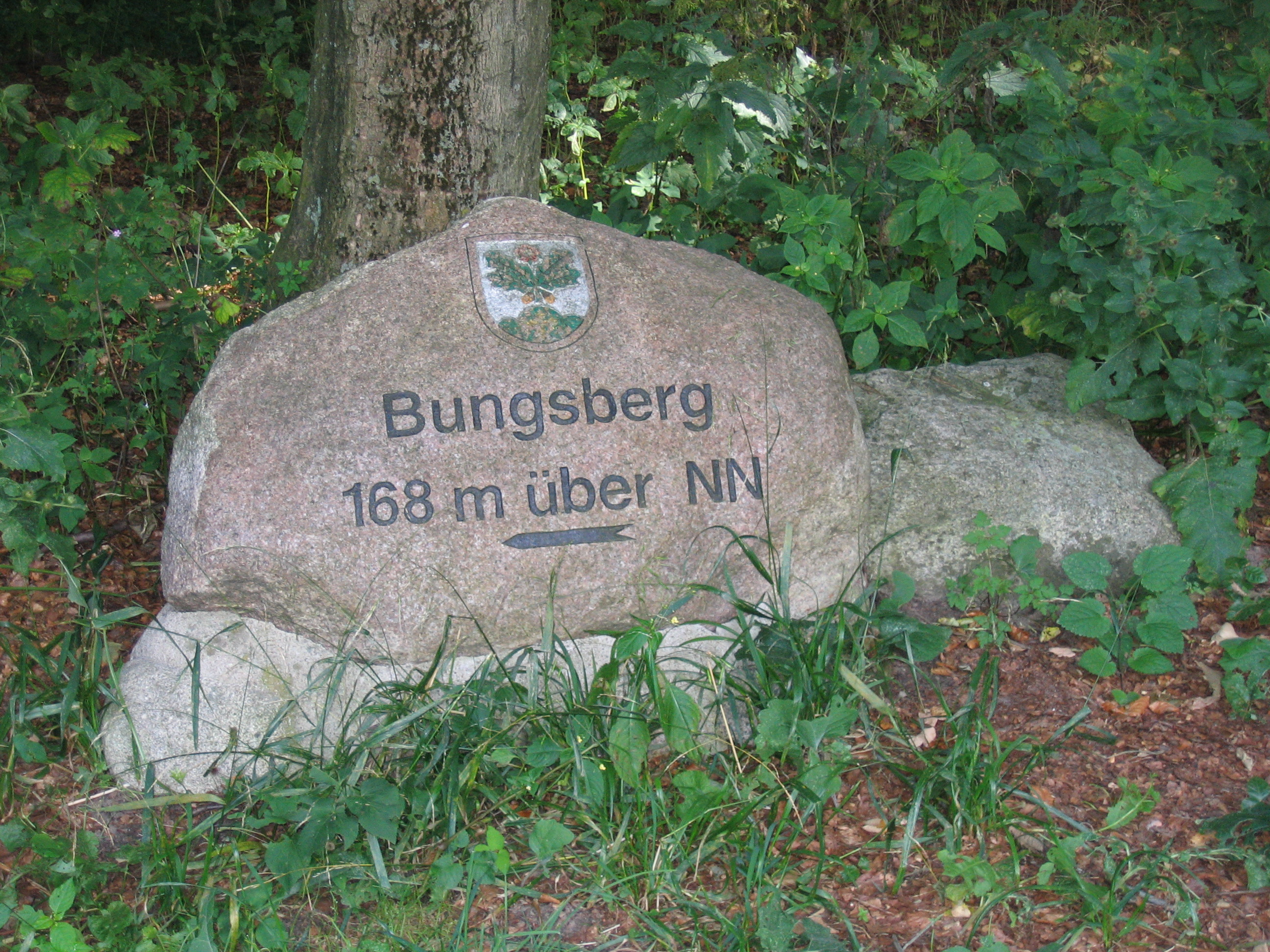
Wegweiser zum Berg

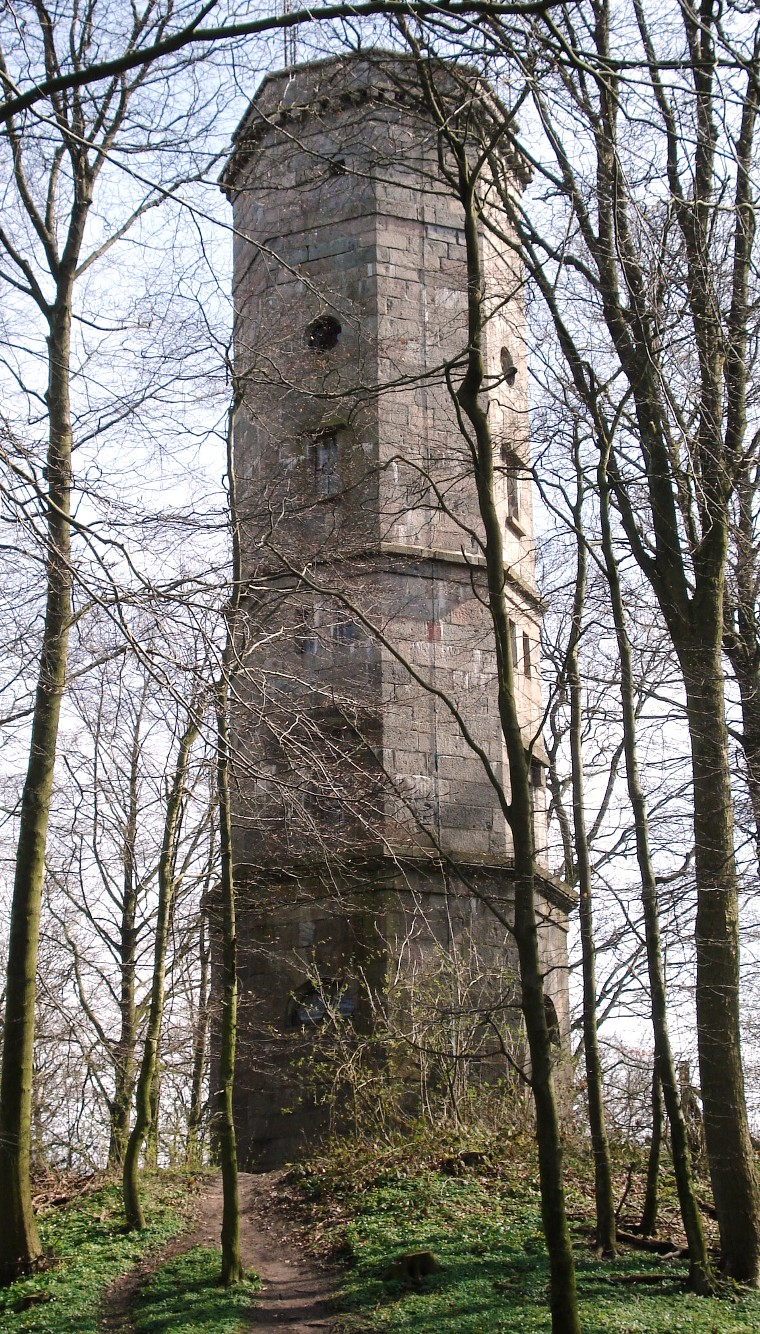
Elisabethturm

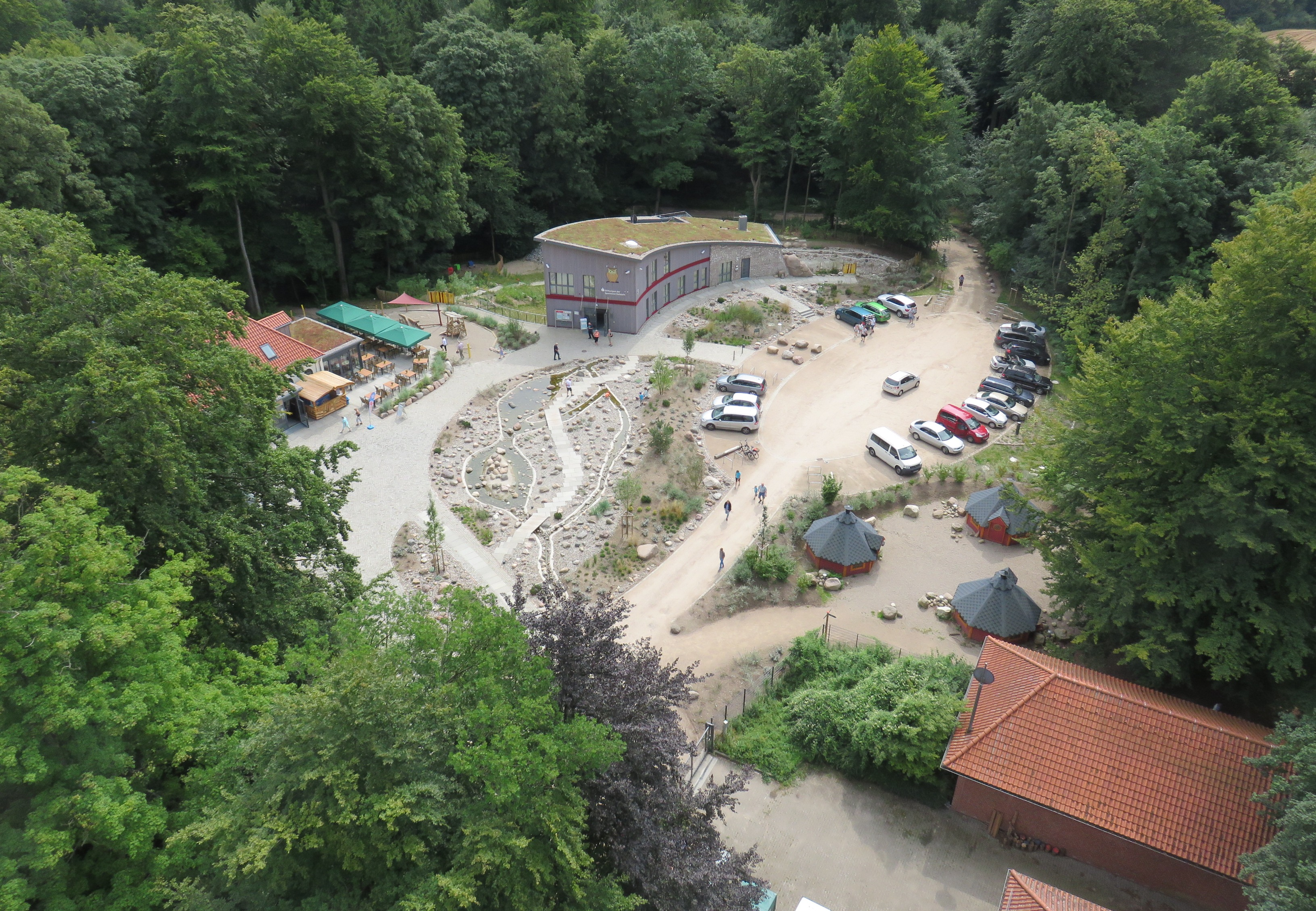
Blick von der Aussichtsplattform des Fernmeldeturms auf das neu gestaltete Gelände Erlebnis Bungsberg

Der Bungsberg ist mit 167,4 m ü. NHN die höchste Erhebung in Schleswig-Holstein. Er liegt in der Holsteinischen Schweiz im Gebiet der im Kreis Ostholstein gelegenen Gemeinde Schönwalde am Bungsberg; nahe der Erhebung befinden sich im selben Kreis die Gemeinde Kasseedorf und im Kreis Plön die Gemeinde Kirchnüchel.
Auf einem Wegweiserstein steht 168 m als Höhe der Erhebung. Auf ihr befinden sich der Aussichtsturm Elisabethturm, der Sender Bungsberg und der Fernmeldeturm Bungsberg mit Aussichtsplattform. Nahe dem Bungsberg entspringt mit der Schwentine einer der längsten Flüsse Schleswig-Holsteins.

## Geographie

### Lage
Der Bungsberg erhebt sich in der Holsteinischen Schweiz im Nordosten des Naturparks Holsteinische Schweiz. Sein Gipfel liegt 1,9 km nordwestlich des Ortsteils Scheelholz und 1,2 km südwestlich des Ortsteils Mönchneversdorf, zwei Schönwalder Ortsteilen, 2,1 km nordöstlich von Bergfeld, einem Kasseedorfer Ortsteil, und 1,5 km ostsüdöstlich von Kirchmühl, einem Kirchnücheler Gut. 1,7 km nördlich des Gipfels entspringt die Malenter Au, 2,2 km ostnordöstlich die Steinbek, 0,7 km südsüdöstlich der Lachsbach und 1,7 km südwestlich die Schwentine.

### Naturräumliche Zuordnung
Der Bungsberg gehört in der naturräumlichen Haupteinheitengruppe Schleswig-Holsteinisches Hügelland (Nr. 70), in der Haupteinheit Ostholsteinisches Hügel- und Seenland (702) und in der Untereinheit Bungsberg-Gebiet (702.4) zum Naturraum Bungsberg-Massiv (702.42). Er liegt etwas westsüdwestlich von dessen Zentrum.

## Entstehung
Bei dem Bungsberg handelt es sich um eine Endmoräne, die vor etwa 150.000 Jahren in der Saaleeiszeit entstand. In der Weichseleiszeit – vor rund 10.000 Jahren – konnten die Gletscher den Berg aufgrund seiner Höhe nicht überwinden, umflossen ihn daher und bildeten damit einen Nunatak.

## Türme

### Elisabethturm
Auf dem Bungsberg wurde 1863/1864 der Elisabethturm als Aussichtsturm errichtet. Seit einer Erhöhung um vier Meter im Jahre 1875 ist er 22 m hoch. Der Turm steht etwa 180 m südsüdöstlich des Gipfels. Nach einer längeren Renovierungsphase ist er seit Sommer 2017 wieder zugänglich.

### Fernmeldeturm Bungsberg
Etwa 170 m südlich des Gipfels und 45 m westlich des Elisabethturms steht der 179 m hohe Fernmeldeturm Bungsberg, der von 1975 bis 1977 errichtet wurde. Von der kostenlos zugänglichen Aussichtsplattform des Turms in 40 m Höhe kann man bei guten Sichtbedingungen weite Teile Schleswig-Holsteins sowie Teile Mecklenburg-Vorpommerns und die Ostsee sehen.

## Sendemast

### Sender Bungsberg
Etwa 730 m nordnordwestlich des Gipfels liegt der seit 1960 betriebene Sender Bungsberg. Er dient der Übertragung von Rundfunkprogrammen des Norddeutschen Rundfunks. Der 2004 errichtete Stahlgittermast ist 249 m hoch und damit der höchste Sendemast in Schleswig-Holstein. Der zweite Sendemast, der von 1960 bis 2006 existierte, war 231 m hoch.

## Freizeit und Sport
Über den Bungsberg führt ein gemeinsamer Stichweg der europäischen Fernwanderwege E1 und E6. Die Erhebung ist besonders wegen des Aussichtsturms Elisabethturm und der Aussichtsplattform des Fernmeldeturms Bungsberg beliebter Aussichtspunkt, von denen man bei guten Sichtbedingungen bis zur Ostsee blicken kann. Auf dem Gipfel steht ein Granitpfeiler der dänischen Gradmessung, die um 1838 ausgeführt wurde.
Im Winter, wenn es die Schneelage zulässt, gibt es auf dem Bungsberg Schleswig-Holsteins einziges und damit Deutschlands nördlichstes Wintersportgebiet mit einem eigens für die meistens wenigen Tage mit Schneedecke installierten Schlepplift. Eine Abfahrt auf einer der drei Pisten dauert rund 25 Sekunden und die Liftzeit rund 90 Sekunden. Eine Piste ist für Rodler, zwei für Skifahrer oder Snowboarder. Die rund 300 m langen Abfahrtspisten haben etwa 17 Grad Gefälle. In der Saison 2009/2010 wurden bis zu mehrere Hundert Wintersportler täglich gezählt, die unter anderem auch aus Lübeck, Hamburg oder Kiel anreisen. Theoretisch kann der 250 m lange Stahlseillift mit seinen 34 verzinkten Schleppstangen bis zu 600 Menschen pro Stunde zum Gipfel befördern. Er wurde in der Saison 1970/1971 von der Gemeinde Schönwalde am Bungsberg angeschafft, um den Fremdenverkehr anzukurbeln. Witterungsbedingt lief der Lift in der Saison 2008/2009 nur eine Woche und 2007/2008 gar nicht. In der Saison 2009/2010, die die längste in der Geschichte der Liftanlage war, lief der Lift 54 Tage. Um 2000 wurde sogar durch ein Eventunternehmen eine Beschneiungsanlage betrieben.
Im April 2007 machten die Anlagen auf dem Bungsberg für Ausflugsreisende einen verwahrlosten Eindruck. Das Gasthaus war in großen Teilen demoliert und komplett eingezäunt. Seit 2013 setzen sich der Zweckverband Bungsberg und die Sparkassen-Stiftung Ostholstein für eine Steigerung der Attraktivität des Bungsbergs als Ausflugsziel für Familien und als außerschulischer Lernort im Rahmen des Projektes „Bildungsspaß Ostholstein“ ein. Der Lernort „Erlebnis Bungsberg“ soll die Geschichte der Erhebung seit den Eiszeiten und das Leben in den jeweiligen Epochen erfahrbar machen.
Im Februar 2015 wurde mit der neu errichteten „Waldschänke“ wieder ein gastronomischer Betrieb eröffnet, der allerdings seit Januar 2019 aufgrund von Insolvenz geschlossen ist. Stattdessen sollte im November 2019 der Betrieb mit neuen Pächtern unter dem Namen „168 Ü.NN“ wiedereröffnet werden.